# Henri Debain
Pour les articles homonymes, voir Debain.

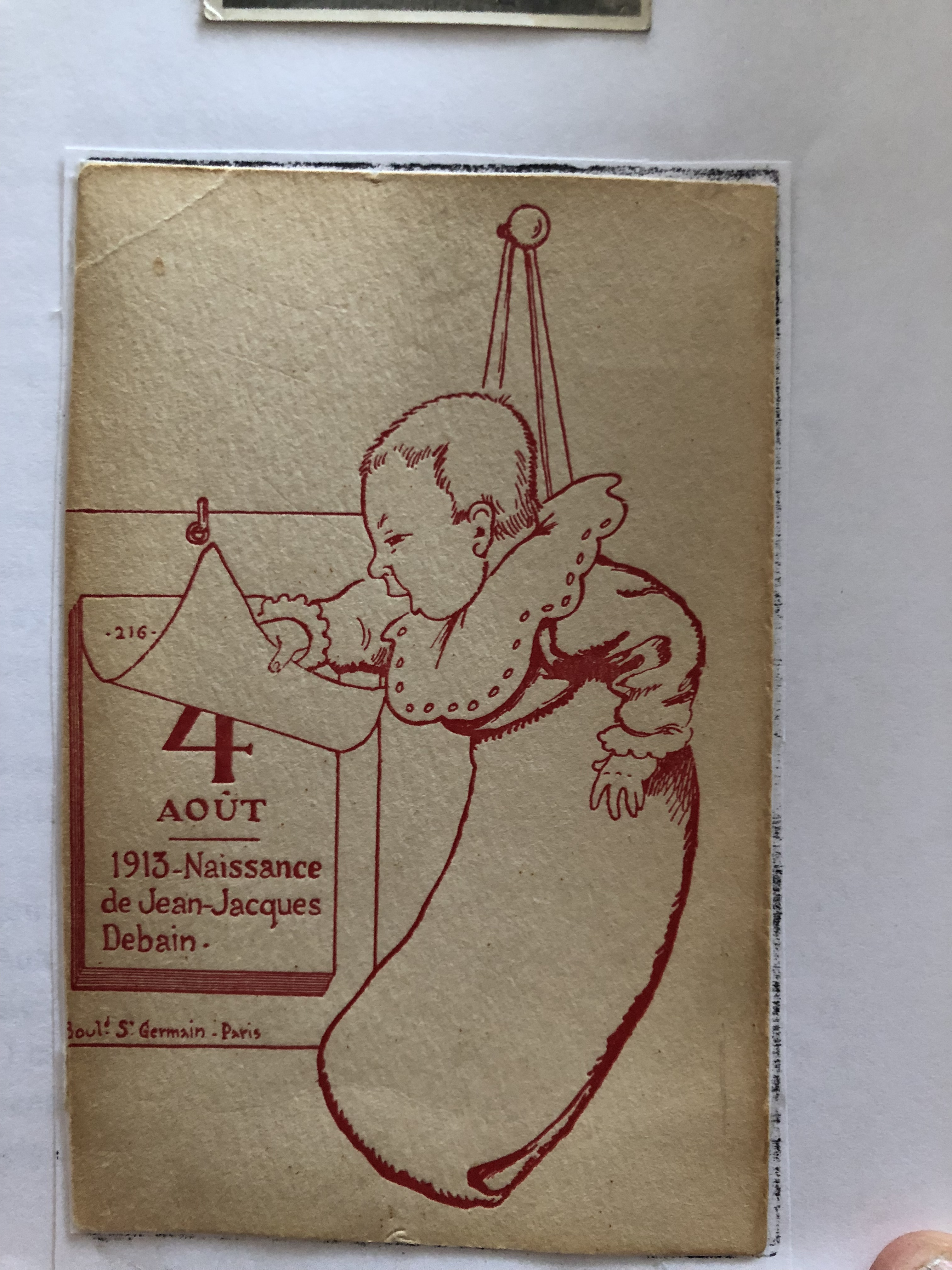
Faire part de naissance crée par Henri Debain

Henri Debain, né le 3 août 1886 à Paris 3e et mort le 25 septembre 1984 à Paris 18e, est un réalisateur et acteur français

## Biographie
Henri Debain naît dans une famille bourgeoise, d'un père orfèvre, Alphonse Debain, et d'une mère au foyer, Eugénie Guilbauld. Il a eu un frère, Édouard qui reprendra l'orfèvrerie DEBAIN située rue des Quatre Fils dans le IVe arrondissement de Paris. Poussés par leurs parents, Henri apprend le violon et Edouard le piano. Henri finit par abandonner la musique, n'étant pas assez doué. Les deux frères étudient au lycée Henri-IV à Paris puis Henri est envoyé poursuivre sa scolarité une année en Allemagne, à Wiesbaden pour mauvaise conduite. Dans une lettre à sa mère en 1901, il signe avec humour "Henri Debain, dit Laixylé ou Lebanny".
Henri étant très doué pour le dessin, le vœu de son père est qu'Henri dessine les nouveaux modèles d'orfèvrerie tandis qu’Édouard se chargerait de l'aspect commercial. Ils apprennent tous deux l'allemand et l'anglais, grâce à des séjours en Allemagne et en Angleterre.
En 1907, Henri est appelé pour son service militaire à Reims, au 7e régiment d'artillerie, comme deuxième canonnier servant. Il passe brigadier en septembre 1908 et passe au 40e régiment d'artillerie à cheval. Il est rendu à la vie civile en septembre 1909. Son père étant en faillite, Henri devient vendeur aux "100 000 chemises" et envoie ses dessins et caricatures aux journaux. 
Henri se marie à 26 ans, le 29 octobre 1912 avec Suzanne Le Mée, qu'il a rencontré en jouant dans une troupe de théâtre amateur. Ils habitent au début de leur union chez la mère de Suzanne et y ont leur fils, Jean-Jacques Debain, né le 4 août 1913. 
Mobilisé le même jour au 13e régiment d'artillerie à Vincennes, Henri dessine le faire-part de naissance de son fils. 
Fort de ses séjours en Angleterre, Henri se propose pour combattre dans l'armée anglaise et est envoyé rejoindre le 5e régiment de cavalerie britannique. Il tombe de cheval et se casse la cheville lors d'une bousculade où l'armée battait en retraite. Il est ensuite relevé et recueilli par des paysans fuyant les Allemands, et rejoint Paris dans leur carriole où il est hospitalisé à l'hôpital militaire. À sa sortie d'hôpital, il est renvoyé à Vincennes. 
Pendant toute la durée de sa mobilisation, loin de son fils, il prend soin d'envoyer de nombreuses lettres à sa femme et y ajoute une page de bande dessinée qu'il crée et baptise "les aventures du petit Jean-Jacques", pages que son fils Jean-Jacques regroupera en livre pour le transmettre à chacun de ses propres petits-enfants. 
Le deuxième enfant de Henri et Suzanne est une fille, Nelly. Elle nait en 1920 et est atteinte d'une malformation cardiaque, une trilogie de Fallot et décède en 1935, drame dont le couple ne se remit pas. Ils divorcent et Henri se remarie avec Isabelle Gabelier, qui a 25 ans de moins qu'Henri.

Henri meurt en 1984 dans son appartement rue Lepic à Paris, à 98 ans et est inhumé au Père-Lachaise dans la même tombe que ses parents. 

## Filmographie

### Réalisateur
- 1927 : Chantage
- 1928 : Hara-Kiri, achevé par Marie-Louise Iribe
- 1930 : Méphisto

### Assistant Réalisateur
- 1923 : Décadence et grandeur de Raymond Bernard
- 1923 : L'Homme inusable de Raymond Bernard
- 1924 : Les Grands d'Henri Fescourt
- 1925 : Les Misérables d'Henri Fescourt

### Acteur
- 1919 : Le Petit Café
- 1920 : Le Secret de Rosette Lambert
- 1921 : La Maison vide
- 1922 : Triplepatte
- 1923 : Le Costaud des Épinettes
- 1924 : Les Grands de Henri Fescourt
- 1925 : Un fils d'Amérique
- 1925 : Amour et carburateur
- 1926 : Mots croisés
- 1926 : Michel Strogoff : Harry Blount
- 1927 : Marquitta
- 1928 : J'ai l'noir ou le Suicide de Dranem
- 1929 : Monte Cristo : Carderousse
- 1931 : L'Aiglon : Le sergent
- 1931 : Une fameuse idée de René Barberis
- 1931 : L'Étrangère : Mister Clarkson
- 1932 : Maruche : Pinchot
- 1932 : Léon... tout court : Le speaker
- 1932 : Gisèle and Partner
- 1932 : La Dame de chez Maxim's : Etienne
- 1932 : Le Béguin de la garnison : Le colonel
- 1933 : La Maternelle : Dr. Libois
- 1934 : Itto : Le sergent
- 1942 : Vie privée, de Walter Kapps : Le dialoguiste
- 1953 : Le Chasseur de chez Maxim's
- 1956 : Mon curé chez les pauvres
- 1956 : La Châtelaine du Liban : Un Invité

## Direction artistique
- 1933 : L'amour en uniforme

## Adaptation
- 1942 : Police montée au combat